# Les Booze Brothers
Pour les articles homonymes, voir Booze.
The Booze Brothers, est un groupe de folk rock français, originaire de Toulouse, en Haute-Garonne. Le groupe définit son style musical sous le terme de « Irish trad punk ». Il est basé sur les différents sons et l’énergie, et mélange des influences (traditionnel irlandais, oriental, slave…) des genres (rock, hardcore, electro, folk, world, punk) et des langues (anglais, français, occitan, gaélique..).

## Biographie

### Débuts (1998-2001)
Le groupe est formé à Toulouse en 1998 par Elian Besson, Bertrand Yates, Laurent Carbonell, et Pascal Moore, tous membres du groupe Uranium 235. Bertrand étant de père irlandais et de mère agenaise, et les autres membres étant tous friands de bière brune, le répertoire est un mélange de morceaux irlandais et de brutalité acoustique. L'origine du nom s'explique par le fait que « Booze » signifie « boisson » (ou plus familièrement « bibine »), un liquide utilisé lors des très nombreuses fêtes de l’année : le résultat fait visiblement référence au film de John Landis, Les Blues Brothers.
Mais le groupe ne peut continuer avec pour seule motivation la vitesse de consommation de pintes de bière. Aussi des changements de formation eurent-ils lieu et un nouveau batteur (Nicolas Dandine) ainsi qu’un nouveau violoniste (Léonard Zandstra) coïncide avec les premières scènes des Booze Brothers. Leur programme se composait alors de reprises des Pogues et de musiques traditionnelles irlandaises. C’est sous cette formation que le groupe enregistre en 2001 son premier album, intitulé Drink Before You Think. Ce premier album sera à moitié vendu, à moitié échangé contre de la bière, et le tirage se tarit après quelque 600 exemplaires[réf. nécessaire].

### Changement de Cap (2002–2004)
Les concerts se faisant de plus en plus nombreux et le public grandissant, The Booze Brothers se mirent à composer leurs propres morceaux et à construire leur prestance scénique, notamment avec l’arrivée de David Dutech à la batterie. De même les compositions prirent une nouvelle tournure avec le nouveau violoniste venu exprès du Québec, Loïc Fanning et l’entrée de Laure Nuzzi au bodhràn.
Les festivals se suivent, la notoriété des Booze grandit, et le public est de plus en plus nombreux. Le style musical du groupe est alors tourné vers le mélange du traditionnel pur avec le rock teinté de punk. Le groupe joue le 24 septembre 2003 au pub Le Mulligans à Toulouse Le deuxième album du groupe, intitulé Elevator, est publié en 2004, et est représentatif de ce nouveau son. Enregistré moitié studio et moitié live, il témoigne aussi de l’importance de la scène dans la vie du groupe.

### Professionnalisation (2006–2007)

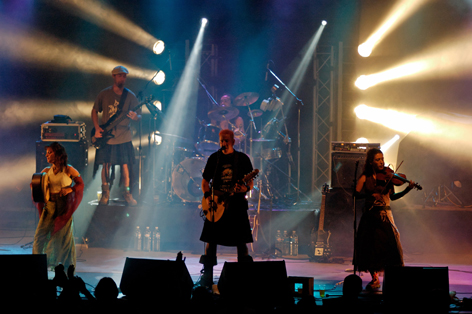
Concert d'halloween 2006.

The Booze Brothers créent en 2006 leur propre maison de disques, le label Booze. Celui-ci devait permettre aux Booze Brothers de tous vivre de leur musique et de permettre plus tard à d’autres groupes métissant traditionnel et rock de se joindre à eux. Cette professionnalisation correspond au départ de Loïc vers des cieux plus calmes et l’arrivée du phénomène Emma. Celle-ci apprit le programme en 15 jours et permit encore un pas en avant dans la composition et la prestance scénique. 
The Booze Brothers sortent aussi des frontières et commencent à jouer dans plusieurs pays d’Europe, se forgeant ainsi une identité plus forte et une expérience plus importante. Fort de cette expérience, le label Booze se propose d’enregistrer le troisième album des Booze appelé Hang On en 2007. Enregistré, mixé et masterisé par quelques grands noms du rock, Hang on marque le tournant d’une ère plus rock et plus prononcé du groupe.

### Rupture (2008–2009)
Début 2008 marque un tournant majeur dans l’histoire du groupe. En recherche de son (passage à la flûte de Fred Machemehl) et de repères, Bertrand Yates et Elian Besson, les fondateurs du groupe cessent de jouer ensemble. Cette rupture marque le changement de nom de Booze Brothers en The Booze en 2010, due à la séparation des frères d’armes. Toute la formation sera ainsi réorganisée, passant de 5 à 6 membres (arrivée d’un accordéon et d’un nouveau violoniste) et en insistant plus sur le côté punk rock et énergique du groupe, sans pour autant laisser de côté les airs traditionnels et les rythmiques irlandaises.

### Renouveau (2010-2013)
En mars 2010, le groupe sort un nouvel album, Reels and Squeals, distribué par Mosaïc Music. Dans la lignée de Hang On, celui-ci combine reprises punk rock de traditionnels irlandais et compositions originales, en anglais, en français et en occitan. Il repart sur les routes et prépare un live pour fin 2012, toujours avec son label label Booze et en partenariat avec Anorak Records. Cette même année, Yates monte le projet Acoustic Booze, qui consiste en une « version écrémée et acoustique » des Booze Brothers.

### Changement stylistique (depuis 2014)
En 2014, le groupe se scinde en deux parties, Tara's Folk ou les Booze en version acoustique avec accordéon, bodhràn et guitares folk jouent les morceaux des Booze Brothers plus quelques traductions du répertoire irlandais. Moins bruyant et plus malléable, cette formation commence à enchaîner festivals folk et celtiques en 2015, la présence de Rémi Geffroy étant un accélérateur certain dans la notoriété de cette version. La version restante des Booze Brothers se durcit dans le son et dans le ton. Plus de violon, remplacé par l’accordéon, la flûte et le bouzouki, et un ton résolument plus rock. La nouvelle formation est présentée à la Saint-Patrick 2014, lors d'un concert à la Dynamo de Toulouse. 
En 2015, le groupe publie son nouvel album live, intitulé En vert et contre tous,. L'album sort en 2015 au nouveau label du groupe, Green Eggs and Ham, en partenariat avec Tribal Studio et Wooly Dream pour la vidéo. La version DVD est annoncée pour avril 2016. En été 2016, le groupe participe au Rio Loco au Cap avec The Rumjacks. La même année, ils jouent avec Amok à la salle Pierre Satgé de Toulouse.

### Les 20 ans
En 2018, the Booze Brothers décident de sortir un nouvel album pour les 20 ans d'existence. Entourés d'une nouvelle équipe technique et management, ils signent un partenariat avec les Jeudis du Rock, label indépendant toulousain. L'album "the lemming experience" sort le 29 mars 2019 chez l'Autre distribution. Enregistré au studio Antistatic par David Castel, le son est résolument plus rock et plus travaillé.

## Membres

### Membres actuels
- Fabien « Plouf » - batterie
- Kuba Lysek - guitare
- Big Beurky - chant, tin whistle, Banjo
- Zoé Sallefranque- violon
- Laure Nuzzi - bodhràn
- Juju Lacoste - basse

## Discographie
- 2000 : Booze Brothers (quatre titres - autoproduction)
- 2002 : Drink Before You Think (Sude Productions)
- 2004 : Elevator (Sergent Major/Mosaic Music - 2004 ; réédité en 2006 avec deux pistes live en plus sous le nom Elevator (Bonus Edition))
- 2006 : Looking Forward (DVD - Label Booze)
- 2006 : Hang On (Label Booze)
- 2010 : Reels and Squeals (Label Booze)
- 2013 : Acoustik Booze EP (Label Booze)
- 2015 : En vert et contre tous - Live (Green Eggs and Ham)
- 2016 : En vert et contre tous (DVD - Green Eggs and Ham)
- 2019 : The Lemming Experience (Green eggs and ham / Les Jeudis du Rock )

## Festivals notables
- Féria de Dax (40) 2025
- Xtrem Fest (81) 2023
- Feux de l'été (85) 2023
- Durbuy Rock festival (B) 2019
- Xtrem fest (81) 2018
- Hellfest Cult (44) 2017
- Rio Loco (31) 2016
- Rabastock (81) 2015
- Celti Teuillac (33) 2015
- Festival Bichoiseries (61) 2013
- Revenidas Festival - Vilaxoan (SP) 2012
- XIII Festiwal Piosenki Żeglarskiej (PL) 2012
- Strange Festival (45) 2011
- Venoges Festival (CH) 2011
- Festival Chant de Marin (22) 2011
- Musikaren Eguna (64) 2011
- Euroszanty World Festival (Pl) 2008
- Open Air Estivale 2008 (CH)
- Festival Felsziget (Ro) 2007 avec Gogol Bordello et Exploited
- Festival chant du gros (CH) 2006 avec Benabar et Marcel et son Orchestre
- Festival Veyracomusies 2006
- Festival Irish Party à Nuvilly (CH) 2007 avec Aston Villa
- Festival Interceltique de Lorient 2004 et 2006
- Festival de Terres Neuvas à Bobital-2006 (22)
- Festival rencontres et racines- 2005 (25) avec Jimmy Cliff

Le groupe a aussi joué avec Galdubh, Maurice Lennon, Flook, 4 men and a dog, La Varda, Celtas Cortos, Clanaad, Parabellum, Lofofora…